# Minasragrita
La minasragrita és un mineral de la classe dels sulfats, que pertany al grup de la minasgrita. És anomenada així per la seva localitat tipus.

## Classificació
Segons la classificació de Nickel-Strunz, la minasragrita pertany a «07.DB: Sulfats (selenats, etc.) amb anions addicionals, amb H₂O, amb cations de mida mitjana només; octaedres aïllats i unitats finites» juntament amb els següents minerals: aubertita, magnesioaubertita, svyazhinita, khademita, jurbanita, rostita, ortominasragrita, anortominasragrita, bobjonesita, amarantita, hohmannita, metahohmannita, aluminocopiapita, calciocopiapita, copiapita, cuprocopiapita, ferricopiapita, magnesiocopiapita i zincocopiapita.

## Característiques
La minasragrita és un sulfat de fórmula química V⁴⁺O(SO₄)(H₂O)₄·H₂O. Cristal·litza en el sistema monoclínic. La seva duresa a l'escala de Mohs és 1 a 2.

## Formació i jaciments
La minasragrita forma eflorescències o agregats granulars. En la seva localitat tipus s'ha descrit formant eflorescències en patronita. S'ha descrit als Estats Units i a Perú.